# UHT-behandling
UHT-behandling, ofte bare UHT, er en varmebehandlingstype der forlænger flydende fødevarers holdbarhed markant. UHT er en forkortelse for ultra høj temperatur.
Fødevaren opvarmes i 3-5 sekunder til en temperatur betydeligt over 100 °C, ofte 135-145 °C. Fordelen ved de høje temperaturer er at selve behandlingstiden kan blive så kort at produktet ikke ødelægges.
I Danmark er UHT-behandlet mælk ikke særlig udbredt, dog UHT-behandler Arla dansk kakaomælk og visse producenter af plantedrik UHT-behandler også deres produkter.
I stedet for UHT-behandling pasteuriseres mælk typisk hvilket er mindre hårdt ved smagen, der med UHT godt kan blive let brændt. UHT-behandlede fødevarer har typisk en holdbarhedstid på 6-9 måneder før åbning.